# Lampropterus femoratus
Lampropterus femoratus är en skalbaggsart som först beskrevs av Ernst Friedrich Germar 1824.  Lampropterus femoratus ingår i släktet Lampropterus och familjen långhorningar.
Artens utbredningsområde är Ukraina. Inga underarter finns listade i Catalogue of Life.